# Meizhou
Meizhou (cinese: 梅州; pinyin: Méizhōu) è una città-prefettura della Cina nella provincia del Guangdong.
Approvata dal consiglio di stato della Repubblica Popolare cinese nel 1988, Meizhou è situata nella parte nord orientale della provincia.
È il luogo più significativo e con più insediamenti della minoranza Hakka. È la città natale nonché casa spirituale degli Hakka a livello internazionale.
Alla dodicesima assemblea dell'associazione mondiale degli Hakka, Meizhou è stata definita ancora  capitale degli Hakka.
Meizhou confina ad est con la provincia del Fujian. A sud con le città di Chaozhou, Jieyang e Shanwei. Ad ovest confina con il territorio di Heyuan, a nord con la provincia del Jiangxi.
Sull'origine del nome di Meizhou è ancora aperta una diatriba: alcuni dicono che si chiama così per l'abbondante presenza di pruni ("Mei" significa prugna/pruno"), per cui Meizhou è da questi intesa come "città dei pruni"; altri dicono che il nome proviene da un tipo antico di seta fine e dura detta "Mei". Tuttavia, entrambe le posizioni non godono di prove sufficienti. Secondo altri, inoltre, il nome della città potrebbe derivare dal monte Mei o dal ruscello Mei.